# مارجوری استفنسون
مارجوری استفنسون (انگلیسی: Marjory Stephenson; ۲۴ ژانویهٔ ۱۸۸۵ – ۱۲ دسامبر ۱۹۴۸) بیوشیمیست برجسته بریتانیایی بود. در سال ۱۹۴۵، او به همراه کاتلین لونسدیل به عنوان اولین زنانِ منتخب به عضویت انجمن سلطنتی لندن درآمد. کتاب او «متابولیسم باکتریایی» (۱۹۳۰) که به سه ویرایش رسید و برای نسل‌ها از میکروبیولوژیست‌ها به عنوان مرجع استاندارد استفاده می‌شد. مارجوری از بنیانگذاران انجمن میکروبیولوژی عمومی و دومین رئیس این انجمن بود و در سال ۱۹۵۳، این انجمن «سخنرانی یادبود مارجوری استیونسون» (اکنون جایزه سخنرانی مارجوری استیونسون) را به افتخار او تأسیس کرد که مهم‌ترین جایزه دوسالانه انجمن برای دستاوردهای برجسته در میکروبیولوژی است. وی همچنین برندهٔ جوایزی همچون همکار انجمن سلطنتی شده است.

## دوران کودکی و تحصیلات
استیونسون در روستای بورول در حاشیه فنس‌های کمبریج‌شایر، بین نیومارکت و کمبریج بزرگ شد. پدرش رابرت (۱۸۴۷–۱۹۲۹) کشاورز، نقشه‌بردار و صاحب کارخانه سیمان بود. مادرش سارا راجرز (۱۸۴۸–۱۹۲۵) نام داشت. رابرت استیونسون شخصیت برجسته‌ای در جامعه محلی بود و به عنوان قاضی صلح و سپس معاون فرماندار کمبریج‌شایر خدمت کرد. هر دو پدربزرگ او، رابرت متیو استیونسون (۱۸۱۵–۱۸۷۰) و ساموئل راجرز، مربی اسب‌دوانی در نیومارکت بودند.
او که کوچک‌ترین فرزند خانواده با فاصله نه سال از دیگران بود، اولین بار توسط معلم سرخانه‌اش آنا جین بوت‌رایت به علم علاقه‌مند شد. سپس در مدرسه دخترانه برکهامستد در هرتفوردشایر تحصیل کرد. در سال ۱۹۰۳ به کالج نونهام کمبریج رفت و در رشته علوم طبیعی با گرایش شیمی، فیزیولوژی و جانورشناسی تحصیل کرد. در آن زمان زنان هنوز از آزمایشگاه‌های شیمی و جانورشناسی دانشگاه کمبریج محروم بودند.

### اوایل حرفه و خدمت در جنگ جهانی اول
استیونسون ابتدا قصد داشت پزشکی بخواند، اما به دلیل مشکلات مالی به تدریس علوم خانگی در کالج تربیت معلم گلاستر و سپس کالج کینگز لندن پرداخت. در لندن با میرا کورتیس، مورخ آینده و مدیر بعدی کالج نونهام همخانه بود. در سال ۱۹۱۳ با دعوت آر.اچ.ای. پلیمر به آزمایشگاه دانشگاه کالج لندن پیوست و روی متابولیسم چربی‌ها تحقیق کرد. مطالعات او روی آنزیم لاکتاز نشان داد که این آنزیم توسط گلوکز (اما نه گالاکتوز) مهار می‌شود. با شروع جنگ جهانی اول، به صلیب سرخ بریتانیا پیوست و ابتدا آشپزخانه‌های بیمارستانی در فرانسه و سپس فرمانده واحد امداد داوطلب در سالونیکا را مدیریت کرد. به پاس خدماتش نشان امپراتوری بریتانیا (MBE) و صلیب سرخ سلطنتی (ARRC) دریافت کرد.

### تحقیقات در کمبریج
پس از جنگ به کمبریج بازگشت و در گروه بیوشیمی زیر نظر فردریک گولند هاپکینز به تحقیق پرداخت. با تغییر زمینه تحقیقاتی از متابولیسم حیوانی به باکتری‌ها، به یکی از برجسته‌ترین شیمی‌دانان باکتری‌شناسی بریتانیا تبدیل شد. اگرچه ۱۵٪ پژوهشگران این گروه را زنان تشکیل می‌دادند، انتصاب دانشگاهی برای زنان بسیار نادر بود. استیونسون تا سال ۱۹۴۳ که به عنوان مدرس دانشگاه منصوب شد، با کمک بورسیه‌های تحقیقاتی فعالیت می‌کرد. در سال ۱۹۳۶ مدرک دکترای علوم (DSc) را دریافت کرد.
پس از جنگ، بنیاد راکفلر و شورای تحقیقات پزشکی یک آزمایشگاه جدید در کمبریج (معروف به «کلبه حشرات»)، که او در سال ۱۹۴۷ به آنجا نقل مکان کرد، تامین مالی کردند. استفنسون همچنین در بهبود آموزش بیوشیمی میکروبی تأثیرگذار بود. او در همان سال به راه‌اندازی بخش دوم بیوشیمی (میکروبی) در کمبریج کمک کرد. الکساندر فلمینگ، یکی از بنیانگذاران انجمن میکروبیولوژی عمومی، سعی کرد او را وادار کند که نقش اولین رئیس انجمن را بر عهده بگیرد، اما او نپذیرفت. استفنسون در سال ۱۹۴۷ به عنوان دومین رئیس آن انتخاب شد.